# Jesse Ewart
Jesse Ewart   (Newcastle, 31 de juliol de 1994) és un ciclista australià, professional des del 2016. Actualment corre a l'equip Team Sapura Cycling. En el seu palmarès destaquen dues edicions de la Volta al Singkarak, el 2018 i 2019.

## Palmarès
- 2018
  - 1r a la Volta al Singkarak i vencedor d'una etapa
  - Vencedor d'una etapa al Tour de l'Ijen
- 2019
  - 1r a la Volta al Singkarak i vencedor de 2 etapes
- 2024
  - Vencedor d'una etapa al Sharjah Tour
  - Vencedor d'una etapa al Tour de Tailàndia